# Ядлівчак бурий
Ядлівча́к бурий (Colluricincla tenebrosa) — вид горобцеподібних птахів родини свистунових (Pachycephalidae). Ендемік Нової Гвінеї.

## Поширення і екологія
Бурі ядлівчаки мешкають в горах Центрального хребта. Вони живуть у вологих гірських тропічних лісах, зустрічаються на висоті від 1400 до 2500 м над рівнем моря.